# Burgerwacht (Nederland)

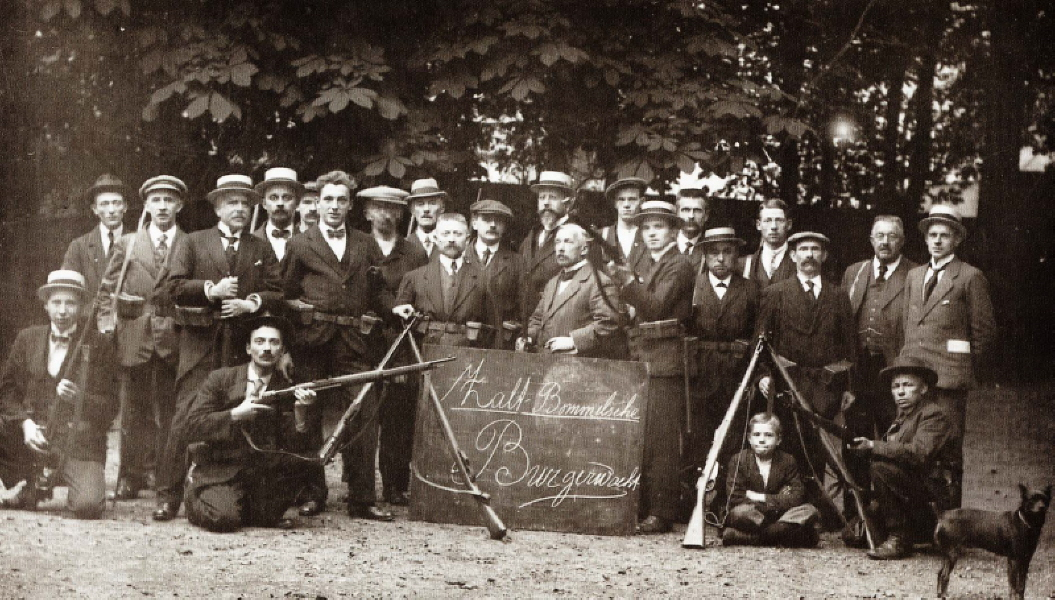
De burgerwacht van Zaltbommel omstreeks 1920

De burgerwacht in Nederland werd in 1918 gevormd om op te treden tegen 'revolutionaire woelingen'. De Nederlandse autoriteiten waren erg geschrokken van de Russische Revolutie en de opstanden in Duitsland en Oostenrijk. Burgers in het uniform van de Vrijwillige Burgerwacht oefenden in het hanteren van wapens. Zij waren in deze zin de opvolgers van de in 1907 opgeheven schutterijen. De lokale verenigingen waren verenigd in de Nederlandse Bond van Vrijwillige Burgerwachten welke in 1940 door de Duitse bezetter tijdens de Tweede Wereldoorlog ontbonden werd en daarna niet meer heropgericht werd.

## Burgerwachten in Nederland
- Amsterdamse Vrijwillige Burgerwacht
- Benthuizer Burgerwacht